# Diocesi di Scepsi
La diocesi di Scepsi (in latino Dioecesis Scepsiensis) è una sede soppressa del patriarcato di Costantinopoli e sede titolare della Chiesa cattolica.

## Storia
Scepsi, identificabile con Kurçunlutepe nell'odierna Turchia, è un'antica sede episcopale della provincia romana dell'Ellesponto nella diocesi civile di Asia. Faceva parte del patriarcato di Costantinopoli ed era suffraganea dell'arcidiocesi di Cizico.
Nella tradizione greca, il primo vescovo di Scepsi sarebbe stato Cornelio, il centurione romano che, secondo il libro degli Atti degli Apostoli, si convertì al cristianesimo e ricevette il battesimo da san Pietro (At. 10,1-48). Ed è con il nome di "San Cornelio" che questa diocesi è menzionata nelle Notitiae Episcopatuum del patriarcato di Costantinopoli dagli inizi del X secolo fino al XII secolo.
Il racconto di Simeone Metafraste sulla vita e il ritrovamento delle reliquie di San Cornelio narra che alla morte di Silvano, vescovo di Troade, furono eletti Filostorgio per la sede di Scepsi e Atanasio per quella di Troade; secondo Destephen, questa informazione lascia intendere che fu in questa occasione che venne eretta la diocesi di Scepsi, attorno al santuario di San Cornelio, smembrandone il territorio da quella di Troade.
Il primo vescovo storicamente documentato è Atanasio, che il 21 giugno 431 sottoscrisse una lettera di protesta, assieme ad altri prelati, inviata a Cirillo di Alessandria e a Giovenale di Gerusalemme contro la convocazione unilaterale di un concilio ad Efeso per il giorno seguente. Negli atti del concilio efesino compare anche il nome di Atanasio nelle sottoscrizioni agli anatemi del 22 giugno contro Nestorio e del 22 luglio; tuttavia il suo nome non si trova mai nelle liste di presenza al concilio.
Eustorgio non prese parte al concilio di Calcedonia del 451; nelle solenni sessioni del 25 e del 31 ottobre fu il metropolita Diogene di Cizico a sottoscrivere gli atti al posto del suo suffraganeo Eustorgio. Il vescovo Politenus sottoscrisse nel 458 la lettera dei vescovi dell'Ellesponto all'imperatore Leone dopo la morte di Proterio di Alessandria; a causa del nome corrotto, gli editori degli Acta Conciliorum Oecumenicorum hanno proposto di correggere Politeno in Polizelo, mentre Le Quien interpreta il nome come Polieno. Ultimo vescovo noto è Samuele, che partecipò al concilio di Costantinopoli dell'879-880 che riabilitò il patriarca Fozio di Costantinopoli.
Dal 1933 Scepsi è annoverata tra sedi vescovili titolari della Chiesa cattolica; il titolo finora non è stato assegnato.

## Cronotassi dei vescovi greci
- Cornelio †
- Filostorgio † (circa 409-425)
- Atanasio † (menzionato nel 431)
- Eustorgio † (menzionato nel 451)
- Polizelo o Polieno (Politenus) † (menzionato nel 458)
- Samuele † (menzionato nell'879)